# Francisca de Nebrija
Francisca de Nebrija (o Lebrija) habría sido, según Juan Pérez de Moya, una humanista española del siglo XVI. 
Supuesta hija del famoso humanista Antonio de Nebrija, autor de la primera gramática castellana, y de su esposa, Isabel Montesina, que fueron padres de nueve hijos entre los que no se documenta ninguna hija de tal nombre. La especie de que llegó a sustituir a su padre en la cátedra de retórica que este ocupaba en la Universidad de Alcalá, lo que la convertiría en una de las primeras mujeres que impartió clase en una universidad en España y en el mundo, procede de la Varia historia de santas e ilustres mujeres de todo género de virtudes de Juan Pérez de Moya (1583) y carece de soporte documental. Dionisio Marrtín Nieto (2016) y Pedro Martín Baños (2019) han demostrado que Francisca de Nebrija es un personaje literario, que nunca ha tenido existencia física. Manuel Vicente Sánchez Moltó (2022) rebate los argumentos dados por Baños en.
Este personaje da nombre a los premios "Francisca de Nebrija" de la Universidad de Alcalá de Henares.